# إعلان الجمهورية الإسبانية الثانية

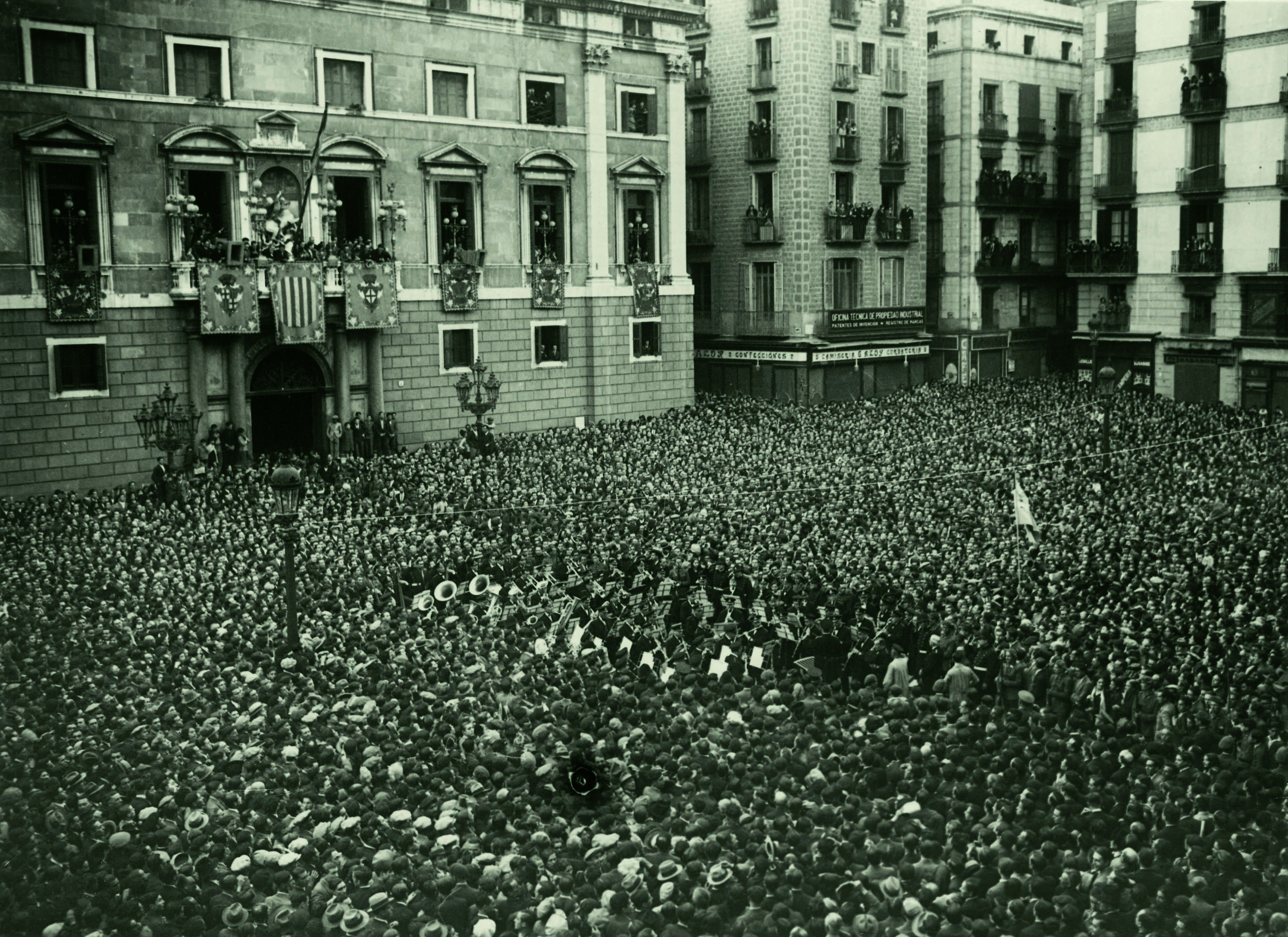
إعلان الجمهورية الثانية من ساحة سان خايمي في برشلونة.

علم الجمهورية ذو الألوان الثلاثة

احتوى إعلان الجمهورية الإسبانية الثانية يوم 14 أبريل 1931 على النظام السياسي الجمهوري الجديد الذي خلف الملكية الدستورية لألفونسو الثالث عشر دي بوربون، بعد نزع شرعيته عندما سمح لديكتاتورية بريمو دي ريفيرا (1923-1930) وأنه فشل في محاولته للعودة إلى «الوضع الطبيعي الدستوري» مع ديكتاتورية الجنرال داماسو بيرنجير (1930-1931).

## ديكتاتورية الجنرال داماسو بيرنجير
كانت ديكتاتورية الجنرال بيرنجير هي الفترة الأخيرة من حقبة عودة البوربون التي اتسمت بحكومة عينها الملك ألفونسو الثالث عشر في يناير 1930 برئاسة الجنرال داماسو بيرنجر لاستعادة «الوضع الطبيعي الدستوري» بعد ديكتاتورية بريمو دي ريفيرا ثم تلتها حكومة مختصرة للأدميرال خوان باتيستا أثنار بين فبراير وأبريل 1931، التي افسحت المجال لظهور الجمهورية الإسبانية الثانية. وقد استخدمت الصحافة مصطلح "dictablanda" أو الدكتاتورية الناعمة للإشارة إلى عدم وجود تعريف محدد لحكومة بيرنجير، فلم تكن مكملة للديكتاتورية السابقة، ولم تتمكن من استعادة دستور 1876، بل دعت بأقل من ذلك وهو إجراء انتخابات برلمان تأسيسي كما طلبته المعارضة الجمهورية.
وفي يوم 17 أغسطس 1930 عُقد اجتماع في سان سباستيان سمى ميثاق سان سباستيان وهو الذي روج له التحالف الجمهوري والذي اتفق الحضور فيه بوضع إستراتيجية لإنهاء عهد ألفونسو الثالث عشر وإعلان الجمهورية الإسبانية الثانية. حضر الاجتماع كما هو مسجل في المذكرة غير الرسمية التي أعلن عنها التحالف الجمهوري في اليوم التالي كلا من: أليخاندرو ليروكس من الحزب الجمهوري الراديكالي ومانويل أثانيا من حزب العمل الجمهوري، ومارسيلينو دومينغو وألفارو دي ألبورنوز وآنخل غالارزا عن الحزب الجمهوري الاشتراكي الراديكالي، ونيكيتو الكالا زامورا وميغيل مورا عن اليمين الجمهوري الليبرالي؛ ومانويل كاراسكو فورميغيرا عن حزب العمل الكتالاني؛ وماتياس مولول بوش عن حزب العمل الجمهوري الكاتالوني؛ وخوام إغوادير عن حزب دولة كتالونيا؛ وسانتياغو كاساريس كيروغا عن المنظمة الجمهورية الجاليكية المستقلة. وحضر أيضا بصفته الشخصية إنداليسيو برييتو وفيليب سانشيز رومان وفرناندو ديلوس ريوس. لم يكن غريغوريو مارانيون قادرًا على الحضور لكنه أرسل رسالة حماسية تربطه بالمؤتمر.
انضمت في أكتوبر 1930 المنظمتان الاشتراكيتان حزب العمال الاشتراكي الإسباني (PSOE) واتحاد العمال العام (UGT) إلى الميثاق بهدف تنظيم إضراب عام مصحوبًا بتمرد عسكري لإلغاء الملكية ووضعها في «أرشيف التاريخ»، كما جاء في البيان الذي أعلن عنه في منتصف ديسمبر 1930. ولتوجيه العمل شكلت لجنة ثورية مؤلفة من نيكيتو ألكالا زامورا وميغيل مورا وأليخاندرو ليروكس ودييغو مارتينيز باريو ومانويل أزينيا ومارسيلينو دومينغو وألفارو دي ألبورنوز وسانتياغو كاساريس كيروغا ولويس نيكولاو دولور عن الجمهوريين، وإندالسيو برييتو وفرناندو دي لوس ريوس وفرانثيسكو لارجو كابييرو عن الاشتراكيين. ومن جانبه واصل الاتحاد الوطني للعمل (CNT) عملية إعادة تنظيم نفسه (على الرغم من أنه عندما تم رفع الحظر عنه سمح له بإعادة تنظيم نفسه على مستوى المقاطعة)، ووفقًا لإيديولوجيته التحررية وغير السياسية، فإنه لم يشارك على الإطلاق في الائتلاف الجمهوري الاشتراكي، لذلك فقد استمر في العمل واقعيا بأنه حزب يسار ثوري مناهض للنظام.

## انتفاضة خاكا
شكل ميثاق سان سباستيان لجنته الثورية برئاسة ألكالا زامورا، فعقدت اجتماعاتها في أتينيو دي مدريد. وجهزوا الانتفاضة العسكرية التي ستحمي الإضراب العام في الشارع. لقد تم إضفاء الشرعية على هذا العمل العنيف والأسلحة للوصول إلى السلطة وتغيير النظام السياسي من خلال الانقلاب الذي جلبته الديكتاتورية. في منتصف ديسمبر 1930 أصدرت اللجنة بيانًا طالبت فيه بإنشاء الجمهورية.
إلا أن الإضراب العام لم يعلن عن نفسه وفشل التمرد العسكري لأن ضباط حامية خاكا فيرمين غالان وأنخيل غارسيا هرنانديز قاموا بثورتهم يوم 12 ديسمبر، أي قبل ثلاثة أيام من الموعد المحدد. وعرفت تلك الواقعة باسم انتفاضة خاكا وتعرض ضباط التمرد إلى مجلس حرب سريع وأعدموا بالرصاص. هذه الحقيقة حشدت الرأي العام بشكل غير اعتيادي في ذكرى شهداء الجمهورية في المستقبل.

## الانتخابات البلدية يوم الأحد 12 أبريل 1931

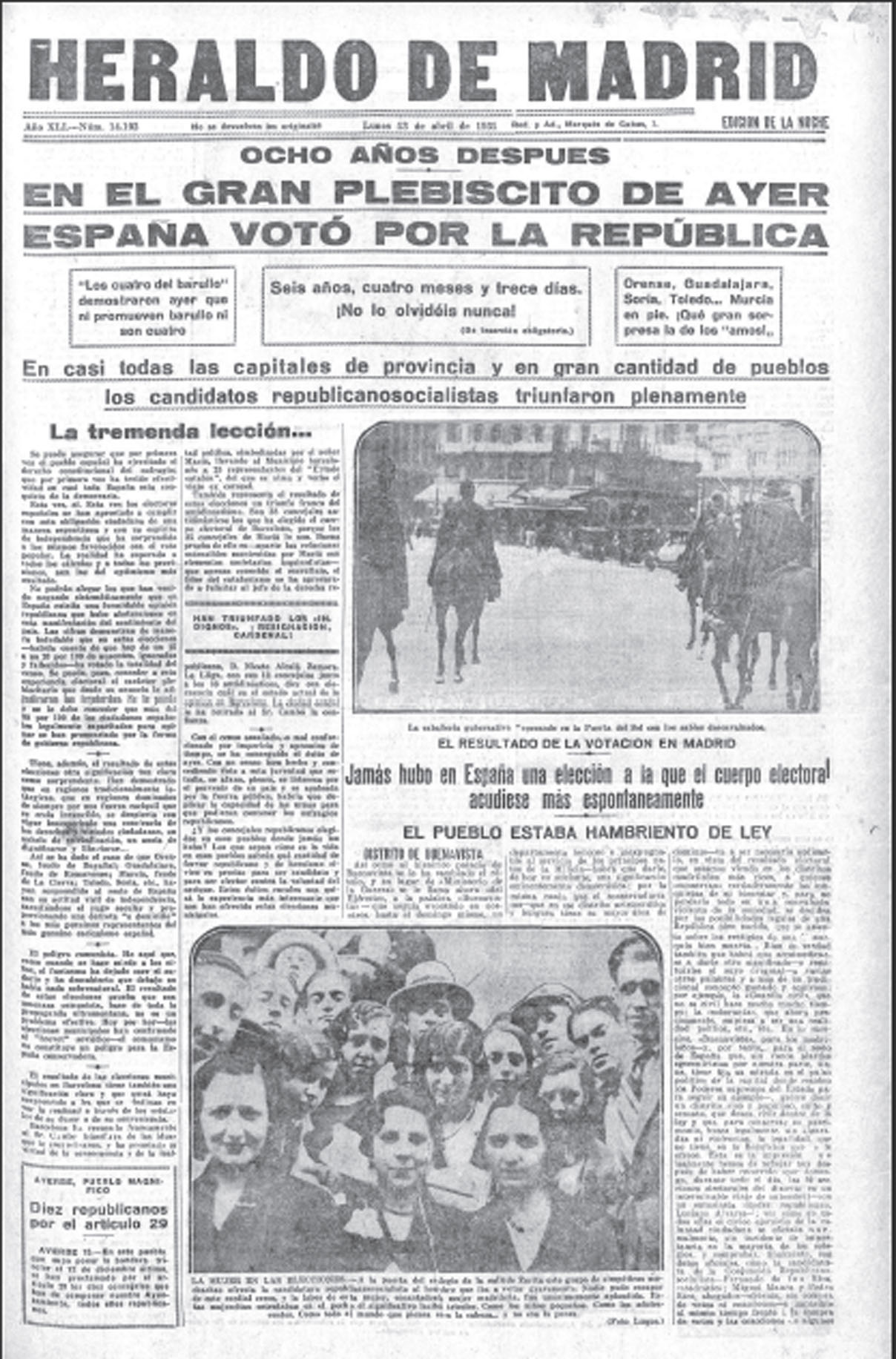
غلاف لصحيفة يوم 13 أبريل 1931.

في يوم 13 فبراير 1931 أنهى الملك ألفونسو الثالث عشر ديكتابلاندا الجنرال بيرنجير وعين الأدميرال خوان باتيستا أثنار رئيسًا جديدًا للحكومة، فاقترحت الحكومة الجديدة طريقًا تدريجيًا لإقرار عودة الوضع الطبيعي الدستوري في إسبانيا: ستُجرى أول انتخابات بلدية في 12 أبريل، ثم تجرى الانتخابات المحلية في 3 مايو، وستكون الانتخابات العامة في يونيو لإنشاء برلمان تأسيسي لصياغة دستور جديد يحل محل دستور 1876 ويتم استعراض صلاحيات سلطات الدولة وتحديد حدود كل منطقة بدقة (أي تقليل صلاحيات التاج) وحل مناسب لمشكلة كاتالونيا. لقد فهم الجميع أن الانتخابات البلدية التي جرت في 12 أبريل 1931 هي استفتاء على النظام الملكي.
ووفقًا للنتائج الانتخابية التي وصلت وزارة الداخلية في مدريد، فاز مرشحي الجمهورية-الاشتراكية في 41 عاصمة إقليمية من أصل 50 (كانت تلك المرة الأولى في تاريخ إسبانيا التي تهزم فيها الحكومة في الانتخابات، رغم أن الملكيين فازوا في المناطق الريفية لأن الزعماء المحليون (بالإسبانية: caciquismo) لايزالون يعملون).
في مدريد أصبح عدد المستشارون الجمهوريون ثلاثة أضعاف الملكيون، وازدادوا في برشلونة أربعة أضعاف. وإذا ماأطلق على الانتخابات بالون اختبار لقياس وزن الدعم للملكية وإمكانيات تعديل القانون الانتخابي قبل الانتخابات العامة، فإن أنصار الجمهورية اعتبروا تلك النتائج بمثابة استفتاء لصالح تأسيس الجمهورية. وذهب الملكيون إلى حد القول:«إن الأخبار الآتية من المدن المهمة مثل عواصم المقاطعات كانت كارثية».

## الاثنين 13 أبريل
في الساعة العاشرة والنصف صباحًا دخل الرئيس باتيستا أثنار قصر الشرق في مدريد للاجتماع بمجلس الوزراء. وردا على سؤال من الصحفيين حول ما إذا كانت هناك أزمة حكومية، أجاب قائلا:
وفي اجتماع الحكومة دافع وزير التنمية خوان دي لا سيرفا عن خيار المقاومة:"يجب أن نبني حكومة قوية وننفذ الرقابة ونقاوم. ودعمه وزيرين آخرين هما جابينو بوجالال ومانويل غارسيا برييتو. أما بقية الوزراء يقودهم كونت رومانونس فقد اعتقدوا أن الأمر ليس بيدهم الآن، لا سيما عندما تلقوا الإجابات المترددة من القبطان العام على البرقية التي أرسلها وزير الحرب الجنرال داماسو بيرنجر قبل ساعات. والتي نصحهم باتباع "المسار الذي تفرضه الإرادة الوطنية العليا".
في نهاية اجتماع مجلس الوزراء، دعا الملك ألفونسو الثالث عشر إلى مكتبه الوزير غابرييل مورا لمحاولة الاتصال بأخيه ميغيل مورا الذي كان عضوًا في اللجنة الثورية الجمهورية-الاشتراكية لمعرفة مالذي يريده الجمهوريين بالضبط. فكان موقف ميغيل مورا ثابتًا في طلبه، وهو تنحي الملك.
في ظهر ذلك اليوم نفسه أصدرت اللجنة الثورية للجمهورية-الاشتراكية بيانًا قالت فيه إن نتائج الانتخابات كانت «غير مواتية للملكية ومواتية للجمهورية» وأعلنت عن عزمها على التصرف بحيوية وحماس من أجل تفعيل الجهود لتأسيس الجمهورية.
وفي الليل انتشرت الشائعات داخل مدريد بأن ألفونسو الثالث عشر غادر العاصمة متجها إلى الحدود، فاندلعت بعض المظاهرات العفوية للاحتفال برحيل الملك. في الساعات الأولى من الاثنين أرسل الكونت رومانونس رسالة إلى الملك طالبا منه مقابلة مجلس الوزراء في الصباح واستلام استقالة الملك. في صباح اليوم نفسه اتصل الملك بوكيل وزارة الداخلية ماريانو مارفيل طالبا منه فض التجمع في ساحة بويرتا ديل سول، لكنه اعتذر قائلا:«أن الضابط القائد أخبره أنه لا يستطيع أن يأمر القوة بالخروج لأن الجنود لن يطيعوه». أجاب الملك «هذا مايجب أن أعرفه». بعد فترة من الوقت اتصل مرة أخرى لإيجاد طريق خروج آمن لمغادرة إسبانيا (والتي ستكون قرطاجنة) وإعداد سيارة مرافقة بعد الظهر. فتحدث الوكيل مارفيل مع الجنرال سانخورخو رئيس الحرس المدني طالبا منه تنفيذ ذلك.

## الثلاثاء 14 أبريل

### إعلان الجمهورية في فيغو
كتب ماركيز دي هويوس وزير الداخلية آنذاك في مذكراته:"في ليلة 13 - 14 أبريل تم إعلان الجمهورية في فيغو ورفع العلم ذو الألوان الثلاثة في الساعة 1:00 في مبنى البلدية. وتجمع الآلاف من الناس في شوارع فيغو وفي العديد من المقاهي المدينة في الساعات الأولى من الصباح، بدا نشيد لامارسييز رمزا للقيم الجمهورية. وأعلن عن ذلك المتعاطفين الجمهوريين الذين دخلوا مبنى البلدية ويسخرون من رجال الأمن. ومع ذلك فقد سحب الحرس المدني العلم في الساعة 1:45.
وقد تغلب اليسار على اليمين بـ 1500 صوت في فيغو، لكنه لم يتمكن من الوصول إلى قاعة البلدية حتى الساعة 20:00، أي بعد الحصول على موافقة الحاكم المدني.

### إعلان الجمهورية في إيبار

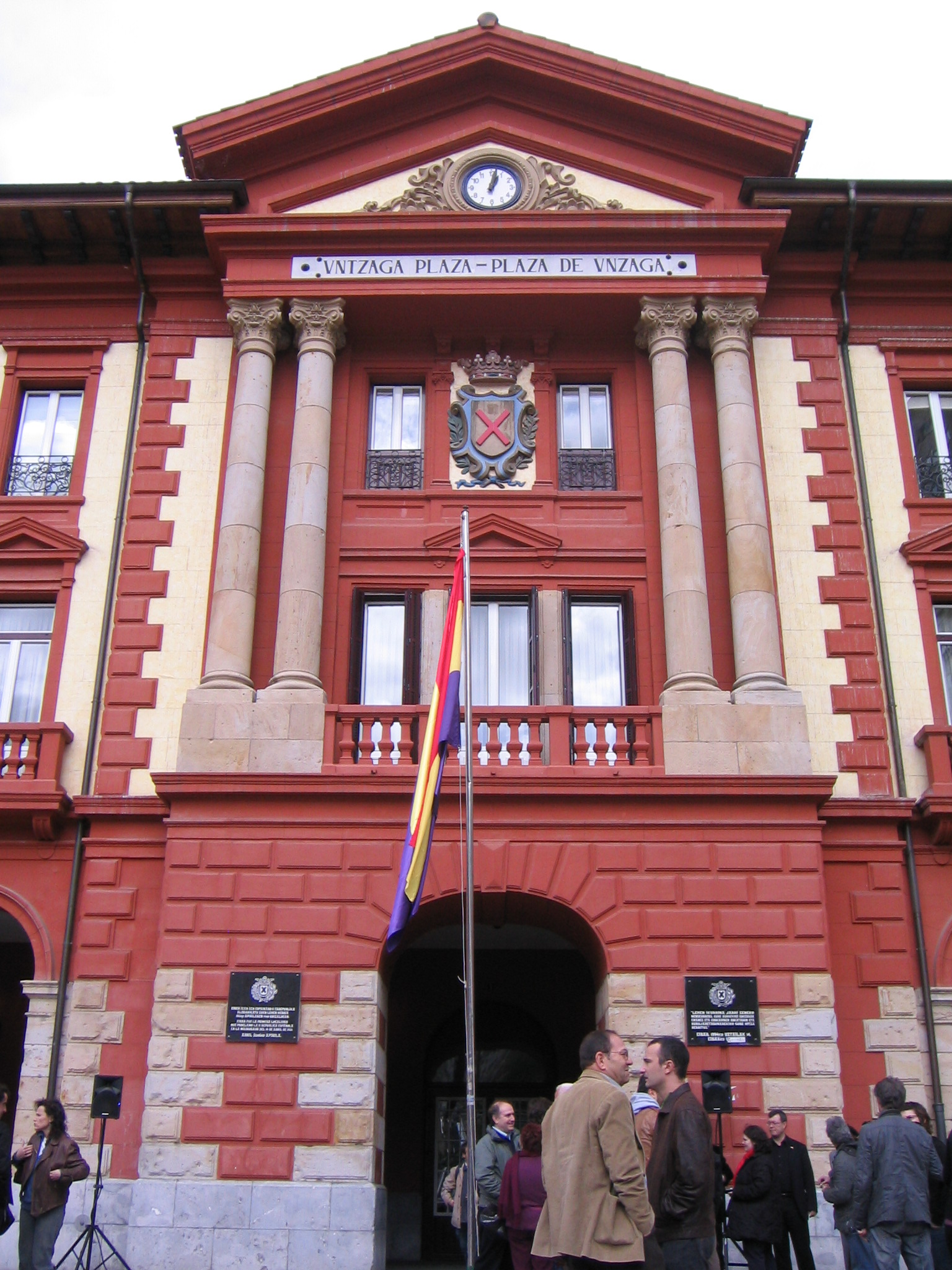
واجهة مجلس مدينة إيبار مع العلم الجمهوري سنة 2008 خلال الاحتفال بمرور 77 عاما لإعلان الجمهورية.

كانت إيبار أول مدينة ترفع راية الالوان الثلاثة، ففي الساعة السادسة والنصف صباح الثلاثاء 14 أبريل 1931 أعلن مجلس بلدية إيبار المنتخب يوم الأحد (10 مستشارين اشتراكيين و 8 جمهوريين وواحد من حزب الشعب القومي) عن قيام الجمهورية الثانية. ورفع علم ذو الالوان الثلاثة أصغر عضو في المجلس المنتخب حديثًا وهو ماتيو كاريجا الذي كان عضوًا في حزب العمل الجمهوري. هذه الحقيقة افترضت تحولًا عميقًا في توزيع السلطة منذ الطبقات الوسطى ووافق عليها العمال لأول مرة. وعندما تم تأكيد الإعلان في برشلونة فاجتمع أهالي المدينة أمام قاعة المدينة لإزالة اللوحة Plaza de Alfonso XIII (قاعة ألفونسو الثالث عشر) ووضع اللوحة الجديدة لـ Plaza de la República (قاعة الجمهورية) مرتجلة في الورق المقوى.

### إعلان الجمهورية في بلنسية
وبعد إعلان إيبار في يوم الثلاثاء 14 أبريل انطلقت إعلانات الجمهورية من شرفات مجالس بلديات المدن الرئيسية التي يرأسها المستشارون الجدد. ومثال على ذلك في مدينة بلنسية. حيث امتلئت شوارعها طوال نهار ذلك اليوم بالجماهير المحتفلة بانتصار المرشحين الجمهورية-الاشتراكية المسمى تحالف مناهض للملكية، الذي كان يقوده حزب الاتحاد الجمهوري المستقل (PURA) بزعامة سيغفريدو بلاسكو - إيبانيز نجل مؤسس الحزب السياسي والكاتب المعروف فيثينتي بلاسكو إيبانييث الذي توفي قبل ثلاث سنوات. أما الأحزاب الأخرى التي شكلت التحالف المناهض للملكية فحصلت على 32 عضوًا في المجلس البلدي (أمام 18 عضوًا من الملكيين. كان من بين الأشياء الجديرة بالتقدير في ذلك الصباح أنه على عكس اليوم السابق عندما قام الحرس المدني بفض المتظاهرين الذين صرخوا «تحيا الجمهورية» مما تسبب في إصابة عدد من الأشخاص، اقتصرت مهمة الحرس المدني على المشاهدة دون تدخل. قامت أحزاب التحالف المناهض للملكية التي شكلت اجتماعًا جمهوريًا مؤقتًا بتوزيع منشورات تعلن أن الجمهورية هي بالفعل «حقيقة قاطعة» وتطلب أنه إذا ظهر الجيش في الشوارع فيجب احترامه لأنه لم يعد مليشيا مليئة بالإثارة، إنه جيش الأمة ويستحق كل الاحترام.
بحلول الساعة الرابعة عصرا بدأت الحشود بالتجمع خارج مقر صحيفة El Pueblo، حيث اجتمع أعضاء المجلس الجمهوري المؤقت بانتظار أخبار من مدريد. ثم انتقلوا جميعا بقيادة بلاسكو إيبانييث إلى مجلس المدينة للاستيلاء على مقر حكومة المدينة. ومن هناك أعلن بلاسكو إيبانييث الجمهورية أمام الجموع التي اجتمعت في ميدان كاستلار ورفعوا العلم الجمهوري. ثم بدأت الحشود يقودها المجلس الجمهوري المؤقت بالتوجه أولاً إلى مقر الحكومة المدنية ثم إلى قيادة القبطان العام للمطالبة برفع العلم الجمهوري في المبنيين، فرفض كلا من حاكم المدينة المدني وقبطانها العام ذلك حيث أنهما لم يتلقيا أي أوامر من مدريد. وخلال تلك الفترة توقفت المسارح ودور السينما عن العمل لإلقاء نشيد لامارسييز ونشيد بلنسية الإقليمي، وشاركت بعض المجموعات في رسم لوحة مائية للعلم أرجواني وأخرى طالبت بإيقاف الترام.
في الساعة التاسعة مساءا اجتمع المستشارون الجدد وزعماء أحزاب تحالف المناهض للملكية في مجلس المدينة (التي احتلتها الجماهير الذين ملأوا المكان بالإضافة إلى الأعداد الغفيرة في ميدان كاستلار) فاختاروا عمدة مؤقت للمدينة. حيث تلقوا برقية تحية من فرانسيسك ماسيا (زعيم يسار كتالونيا الجمهوري الذي أعلن لتوه «الجمهورية الكاتالونية» من برشلونة) حيث ذكر أن:«فالنسيا تتوافق مع كاتالونيا المثيرة للإعجاب مع عناق الأخوة تحيا الجمهورية الاسبانية». وأعلن عن عطلة في اليوم التالي 15 أبريل، وفي فترة مابعد الظهر كان هناك عرض عسكري بقيادة القبطان العام نفسه الذي أشاد بالعلم الجديد أمام قاعة المدينة.

### إعلان الجمهورية الكتالونية في برشلونة
بعد الفوز الساحق ليسار كتالونيا الجمهوري في الانتخابات البلدية في 12 أبريل (في 25 عضوًا في برشلونة مقابل 12 من الرابطة الإقليمية و12 من مرشحي الجمهوري-الاشتراكي) قام لويس كومبنيس أحد قادة يسار كتالونيا الجمهوري حوالي الساعة الواحدة والنصف بعد ظهر يوم 14 أبريل بالظهور من شرفة مجلس مدينة برشلونة في بلازا دي سان خايمي لإعلان الجمهورية ورفع العلم الجمهوري أمام الجماهير التي لم تكن بالغفيرة في تلك اللحظة.

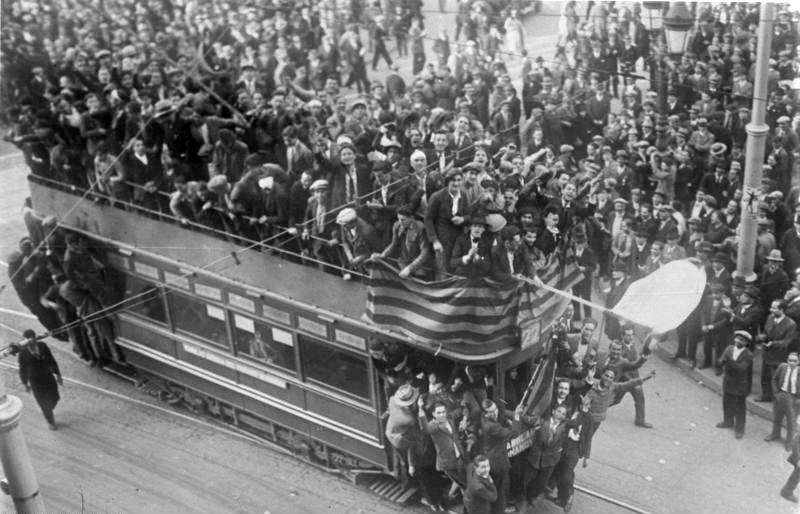
إعلان الجمهورية في برشلونة.

بعد حوالي ساعة ومن نفس الشرفة حيث العلم الكاتالوني يرفرف خاطب زعيم اليسار فرانسيسك ماسيا الحشود المجتمعة في الميدان وأعلن نيابة عن شعب كاتالونيا عن «الدولة الكاتالونية والتي ستحاول الاندماج في اتحاد الجمهوريات الأيبيرية». وفي فترة مابعد الظهر خاطب ماسيا الجماهير مرة أخرى ولكن هذه المرة من شرفة مبنى مفوضية برشلونة، التي تقع مقابل دار البلدية في نفس ساحة سان خايمي لإبلاغهم بأنه استولى على حكومة كاتالونيا مؤكداً «بأنهم لن يخرجوننا إلا موتى». ثم وقع بيانًا في قصر المقاطعة حيث أعلن مرة أخرى عن دولة كاتالونيا بشكل «جمهورية كاتالونية» والذي طلب من «شعوب إسبانيا الأخرى» التعاون من أجل تأسيس الاتحاد الأيبيري.
ثم وفي وقت متأخر من بعد الظهر صدر البيان الثالث عن ماسيا كتابة مثل الثاني، بعدما علم بإعلان الجمهورية الإسبانية من مدريد وأن الملك ألفونسو الثالث عشر قد غادر البلاد. وأشار في بيانه إلى ميثاق سان سيباستيان حيث أعلن عن الجمهورية الكاتالونية التي ستندمج مع الاتحاد الأيبيري. في الواقع لم يكن ماسيا بإعلانه الاستقلال يهدف إلى الانفصال عن إسبانيا، ولكن ليثير مبدأ القوة والوفاء بما تم الاتفاق عليه في سان سيباستيان ومنح فوري لحكم ذاتي واسع وهو ماأراده فيدرالية".
وكان إعلان الجمهورية الكاتالونية المتمايزة عن الجمهورية الإسبانية، المشكلة الأكثر إلحاحًا التي يتعين على الحكومة الإسبانية المؤقتة حلها. وبعد ثلاثة أيام أرسلت حكومة الجمهورية الإسبانية الجديدة ثلاثة وزراء من مدريد إلى برشلونة لإقناع ماسيا للتخلي عن فكرته. فوصلوا إلى اتفاق بحيث أعيد تسمية الجمهورية الكاتالونية إلى «كاتالونيا»، وأن حكومة تتمتع بحكم ذاتي داخل الجمهورية الإسبانية بموافقة الكورتيس، وقد وافق.

### مدريد: إعلان الجمهورية وسقوط النظام الملكي
في الساعات الأولى من صباح يوم 14 أبريل ذهب الجنرال سانخورخو رئيس الحرس المدني إلى منزل ميغيل مورا حيث اجتمع عنده أعضاء «اللجنة الثورية» الذين لم يتم نفيهم في فرنسا ولم يختفوا: نيكيتو ألكالا زامورا وفرانثيسكو لارجو كابييرو وفرناندو دي لوس ريوس وسانتياغو كاساريس كويروجا وألفارو دي ألبورنوز. عند دخول المنزل انتصب الجنرال سانخورخو أمام مورا وقائلا:«بناء على أوامركم السيد الوزير.» فتم على الفور ابلاغ مانويل أثانيا وأليخاندرو ليروكس المختبئين في مدريد منذ أشهر بالذهاب إلى منزل مورا. أما أعضاء اللجنة الأربعة الموجودين في فرنسا وهم: دييغو مارتينيز باريو وإنداليسيو برييتو ومارسيلينو دومينجو ونيكولاو دولور فسوف يعودون فورا.
من جانبه طلب الملك ألفونسو الثالث عشر من الكونت رومانونس، أن يتصل بنيكيتو ألكالا زامورا صديقه القديم بصفته رئيس «اللجنة الثورية» ويطلب منه ضمان الخروج السلمي للملك وعائلته من إسبانيا في الساعة 1:30 ظهراً، وجرت المقابلة في منزل الدكتور غريغوريو مارانيون الذي كان طبيبًا للملك إلا أنه انقلب وأيد مطلب الجمهورية. واقترح الكونت رومانونس على ألكالا زامورا إنشاء نوع من الحكومة الانتقالية أو حتى تنازل الملك لصالح أمير أستورياس. إلا أن ألكالا زامورا طالبه بمغادرة الملك البلاد قبل غروب الشمس. وحذره:«إذا لم يعلن عن الجمهورية قبل الغسق، فإن عنف الشعب يمكن أن يسبب بكارثة». فعاد الكونت إلى القصر لإبلاغ الملك بما جرى مع ألكالا زامورا بمنزل مورا، حيث التقي مع بقية أعضاء اللجنة الثورية بعد إعلان ماسيا عن دولة كاتالونيا في برشلونة.
في الساعات الأولى من بعد الظهر قام المسؤولون الاشتراكيون برفع العلم ذو الألوان الثلاثة للجمهورية فوق مبنى البريد والتلغراف في بلازا دي لا سيبل. فانتشرت الأخبار بسرعة واجتمعت الحشود في الميدان، ومن هناك اتجهوا نحو وزارة الداخلية. وحمل العديد منهم أعلامًا جماعية وبعض صور الكابتن فيرمين غالان وأنخيل غارسيا هرنانديز اللذان اشعلا انتفاضة خاكا. وتجمع حشد آخر أمام قصر الشرق، إلا أن العشرات من الشباب يرتدون شارات حمراء ومعظمهم من العمال الاشتراكيين قاموا بتشكيل سلك ربط أذرعهم لمنع الناس من الاقتراب من القصر واستمروا على ذلك طوال الليل.
وذكر داماسو برينجر بعدما علم عن تنازل ألفونسو الثالث عشر:

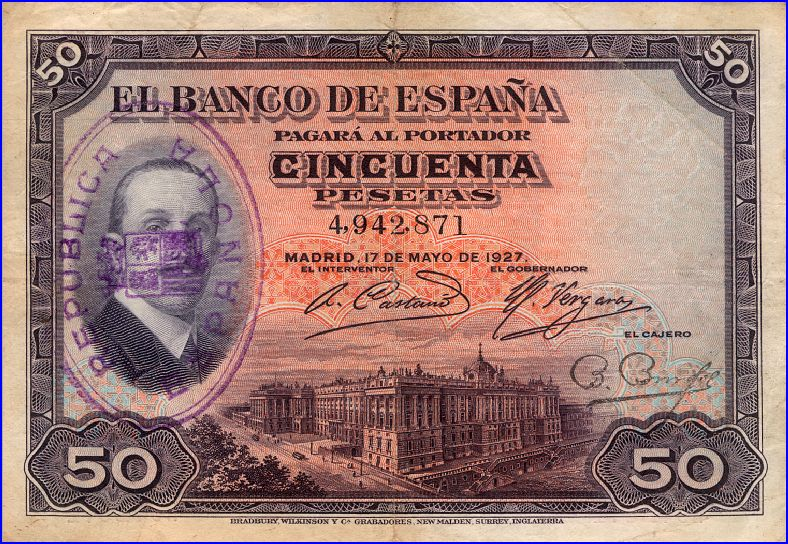
ورقة نقدية من 50 بيزيتا بصورة الملك ألفونسو الثالث عشر حيث طبع عليها ختم الجمهورية الإسبانية عليها.

وبعد معرفة ماجرى ذهب أعضاء «اللجنة الثورية» إلى ساحة Puerta del Sol، ومن هناك دعا ميغيل مورا حرس بوابة الوزارة صارخا: «أيها السادة افسحوا لحكومة الجمهورية». إلا أن الحرس المدني كان واقفا عند ساحة المدخل ومبرزا أسلحته. وبعدها تحولت اللجنة الثورية إلى الحكومة المؤقتة للجمهورية وعينوا نيكيتو الكالا زامورا رئيسًا لها. كانت الساعة الثامنة مساء يوم 14 أبريل. في نفس الوقت ودَّع الملك نبلاء وكونتات إسبانيا الذين أتوا إلى قصر الشرق ثم غادر مدريد بالسيارة متوجها نحو كارتاخينا، وفي الساعة الرابعة صباحًا استقل الطراد العسكري «أمير أستورياس» نحو مرسيليا. وبعد بساعات غادرت الملكة وبقية العائلة المالكة مدريد بالقطار في اتجاه الحدود مع فرنسا.
غادر ألفونسو الثالث عشر البلاد دون أن يتنازل رسمياً عن العرش، ومن مرسيليا انتقل إلى باريس حيث أعلن:«الجمهورية عاصفة ستنتهي سريعًا»، ثم انتقل بعدها إلى روما. في يناير 1941 تنازل عن العرش لصالح ابنه الثالث خوان. ثم توفي بعدها يوم 28 فبراير من نفس العام.

## احتفالات الثورة الشعبية
لم تنشأ الجمهورية بسبب مؤامرة من النخب السياسية يدعمها انقلاب عسكري أعقبته انتفاضة شعبية (كما في الثورة المجيدة سنة 1868)، ولا نتيجة لفراغ السلطة الناجم عن تنازل الملك (كما في فبراير 1873 عندما أعلنت الجمهورية الأولى). فلم تكن الجمهورية هي غزو من حركة جماعية لها جذور اجتماعية عميقة، بل كانت نتيجة لتعبئة شعبية ضد النظام الملكي، والتي جنت ثمارها في الوقت الذي سقطت فيه الملكية بسبب فشل الدعم الاجتماعي والمؤسسي لها.

## وصلات خارجية
- Proclamación de la II República española (cortometraje mudo de 5:13 minutos). España: Filmoteca Española / آر تي في في[الفرنسية]. ‏7 مايو 2016. مؤرشف من الأصل في 2019-06-10. {{استشهاد بوسائط مرئية ومسموعة}}: تحقق من التاريخ في: |تاريخ= و|سنة= لا يطابق |تاريخ= (مساعدة)